# Popis registracijskih oznaka plovila u Škotskoj
Škotska ima 39 lučkih ispostava koje obuhvaćaju teritorije Irskog mora i Atlantskog oceana, te pripadajućih otočja.
Registracijske oznake lučkih ispostava:
| Lučka ispostava         | Kratica |
| ----------------------- | ------- |
| Aberdeen                | A       |
| Aloha                   | AA      |
| Ardrossan               | AD      |
| Arbroath                | AH      |
| Ayr                     | AR      |
| Ballantrae              | BA      |
| Buckie                  | BCK     |
| Banff                   | BF      |
| Bo'ness                 | BO      |
| Broadfors               | BRD     |
| Burntisland             | BU      |
| Campbeltown             | CN      |
| Castlebay               | CY      |
| Dundee                  | DE      |
| Dumfries                | DS      |
| Fraserburgh             | FR      |
| Grangemouth             | GH      |
| Greenock                | GK      |
| Granton                 | GN      |
| Glasgow                 | GW      |
| Irvine                  | IE      |
| Inverness               | INS     |
| Kirkwall                | K       |
| Kirkcaldy               | KY      |
| Leith                   | LH      |
| Lerwick                 | LK      |
| Montrose                | ME      |
| Methil                  | ML      |
| Oban                    | OB      |
| Peterhead               | PD      |
| Rothesay (Isle of Bute) | RO      |
| St. Margaret's Hope     | SMH     |
| Stranraer               | SR      |
| Stornoway               | SY      |
| Troon                   | TN      |
| Talbert, Loch Fyne      | TT      |
| Ullapool                | UL      |
| Wick                    | WK      |
| Wigtown                 | WN      |